# Dejene Hidoto Gamo
Dejene Hidoto Gamo OFMCap.(ur. 21 marca 1972 w Sibaye) – etiopski duchowny rzymskokatolicki, wikariusz apostolski Soddo od 2024

## Życiorys
Święcenia prezbiteratu przyjął 9 lipca 2000 w Zakonie Braci Mniejszych Kapucynów. Pracował w klasztorach w Dubbo, Addis Abebie i w Soddo. W 2023 został koordynatorem duszpasterskim w wikariacie apostolskim Soddo, a następnie wikariuszem miejscowej prowincji zakonnej.
19 czerwca 2024 został mianowany wikariuszem apostolskim Soddo. Sakry udzielił mu 15 września 2024 kardynał Berhaneyesus Demerew Souraphiel. 